# Maison Gombert
La Maison Gombert est un bâtiment de style moderniste édifié par l'architecte Huib Hoste (1881-1957) à Woluwe-Saint-Pierre, une commune de Bruxelles en Belgique.
Cette demeure bruxelloise est considérée comme l'une des plus belles réalisations de Huib Hoste, et « est peut-être celle où la leçon du Style international et la lecture qu'en fait Hoste sont le plus clairement visibles ».
La maison Gombert constitue, avec la maison Haegens à Zele (1930) et la maison Panzer à Anvers (1934), un magnifique exemple du style de Hoste qui a « toujours conservé une touche personnelle et a su interpréter l'architecture blanche, souvent décrite comme le style international ».

## Localisation
La Maison Gombert est située au numéro 333 de l'avenue de Tervueren à Woluwe-Saint-Pierre,,. 
« Nichée dans la pente et surplombant les étangs de Woluwe », elle dispose d'une grande visibilité depuis l'avenue de Tervueren, occupant l'angle situé à l'intersection de cette dernière avec l'avenue Jules César et la ruelle Montagne aux Ombres qui descend dans le Parc de Woluwe.

## Historique
La Maison Gombert est édifiée en 1933 par l'architecte francophone brugeois Huib Hoste (1881-1957), un grand admirateur de Le Corbusier, du Bauhaus et du modernisme néerlandais (De Stijl) qui peut être considéré comme un pionnier du modernisme en Belgique,,,,,,.
Hoste construit la maison en collaboration avec l'ingénieur Jules Casteleyn.
La maison est baptisée d’après le nom du maître de l’ouvrage, l'ingénieur Gombert pour qui elle a été construite et qui y a vécu,,.
La maison, unifamiliale à l'origine, est transformée et divisée en 1970 en appartements et bureaux, : elle est à présent occupée par une société de conseil en assurances.
Une restauration des deux derniers étages menée à l'extrême fin du XXe siècle, « respectueuse de la conception de Hoste et due au talent de la jeune architecte Pascale van de Kerchove, a retrouvé la pureté de la conception initiale ».

## Statut patrimonial
La maison Gombert fait l'objet d'un classement au titre des monuments historiques depuis le 16 mars 1995 sous la référence 2286-0010/0,, et figure à l'Inventaire du patrimoine architectural de la Région de Bruxelles-Capitale sous la référence 25419.

## Architecture
« Résolument moderniste, bannissant le retour au passé, Hoste est étroitement lié aux mouvements intemationaux De Stijl et Bauhaus et est aussi très influencé par Le Corbusier dans la combinaison des volumes, la division des espaces, la toiture plate occupée par une terrasse et un jardin ».
De plan triangulaire, et fortement asymétrique, la maison Gombert s'élève sur six  étages, dont quatre sont visibles de la rue, les étages du bas épousant le terrain en forte pente à l'arrière,, : « Le plan révèle une étude minutieuse du terrain : Hoste a pu utiliser la différence de hauteur d'environ 8 m du terrain (du nord au sud) en prévoyant deux étages souterrains. Il s'ensuit que la distribution des autres étages est également échelonnée : du côté nord se trouvent la bibliothèque, le garage, le salon et les chambres des enfants et des invités, du côté sud les salons et la chambre des propriétaires. ».
La maison, en adéquation complète avec le paysage, est fortement moderniste dans sa conception : elle présente en effet des volumes cubistes, une façade enduite et peinte en blanc, un double toit-terrasse, des fenêtres d'angles arrondies, de fins châssis de fenêtres en acier,, et des balcons précédés de garde-corps réalisés en tubes noirs.
Rappelons, d'un côté, que le toit-terrasse faisant fonction de solarium est un des éléments de doctrine du mouvement moderne, tels que les avait formulés en 1926 l'architecte (suisse à l'époque) Charles-Édouard Jeanneret-Gris, dit Le Corbusier, dans ses « Cinq points d'une architecture nouvelle ».
Rappelons, par ailleurs, que les balcons précédés de garde-corps réalisés en tubes d'acier sont une des variations sur le thème des paquebots transatlantiques qui caractérisent le modernisme des années 1930 (tour évoquant la cheminée d'un paquebot, balcons courbes semblables à des bastingages, mâts, hampes de drapeaux, hublots, mouvements de vagues dans la façade, etc...) et lui ont valu le surnom de style « paquebot ». Ici, « l'angle arrondi et les balustrades évoquent la proue d'un navire ».
Pour Françoise Aubry, Jos Vandenbreeden et France Vanlaethem, le travail de Hoste à la Maison Gombert « est tout à la fois modelage de la masse extérieure et modulation volumétrique et lumineuse de l'espace intérieur généré ici, à nouveau, à partir d'un grand hall central éclairé de manière zénithale. Les tensions entre les contraintes et les opportunités du site et les exigences pragmatiques et esthétiques de la vie intérieure s'y expriment avec force ».

Maison Gombert
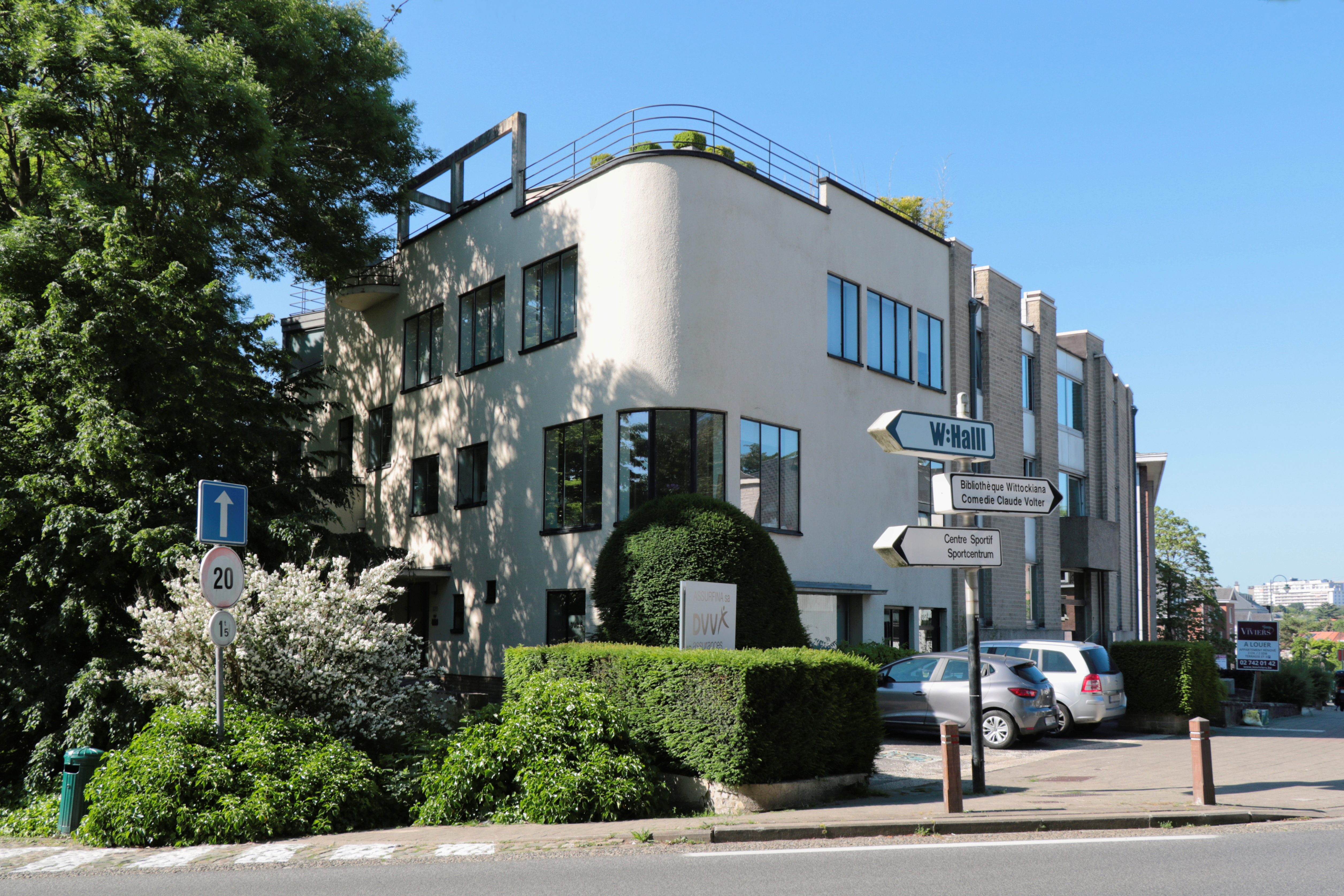
Angle nord.
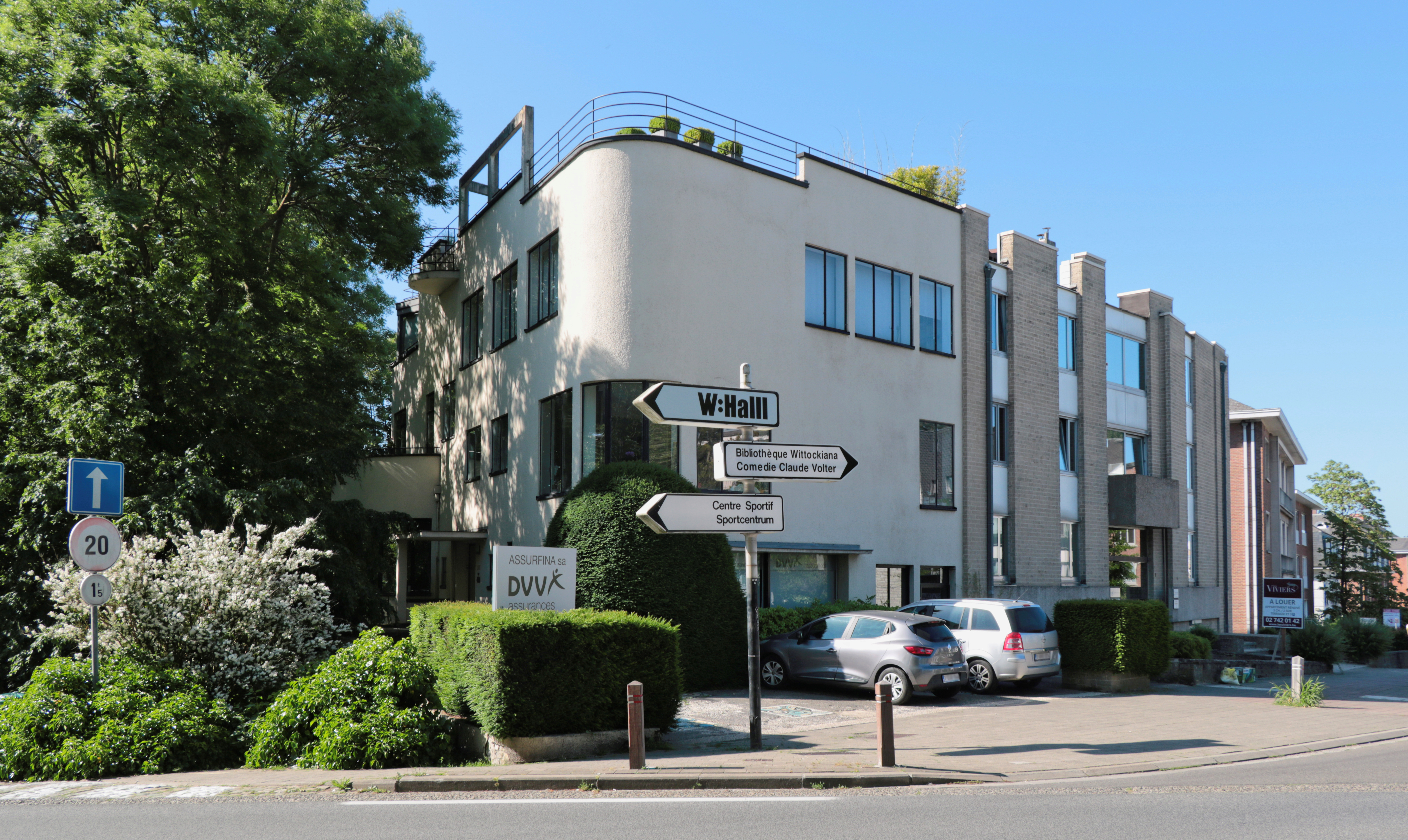
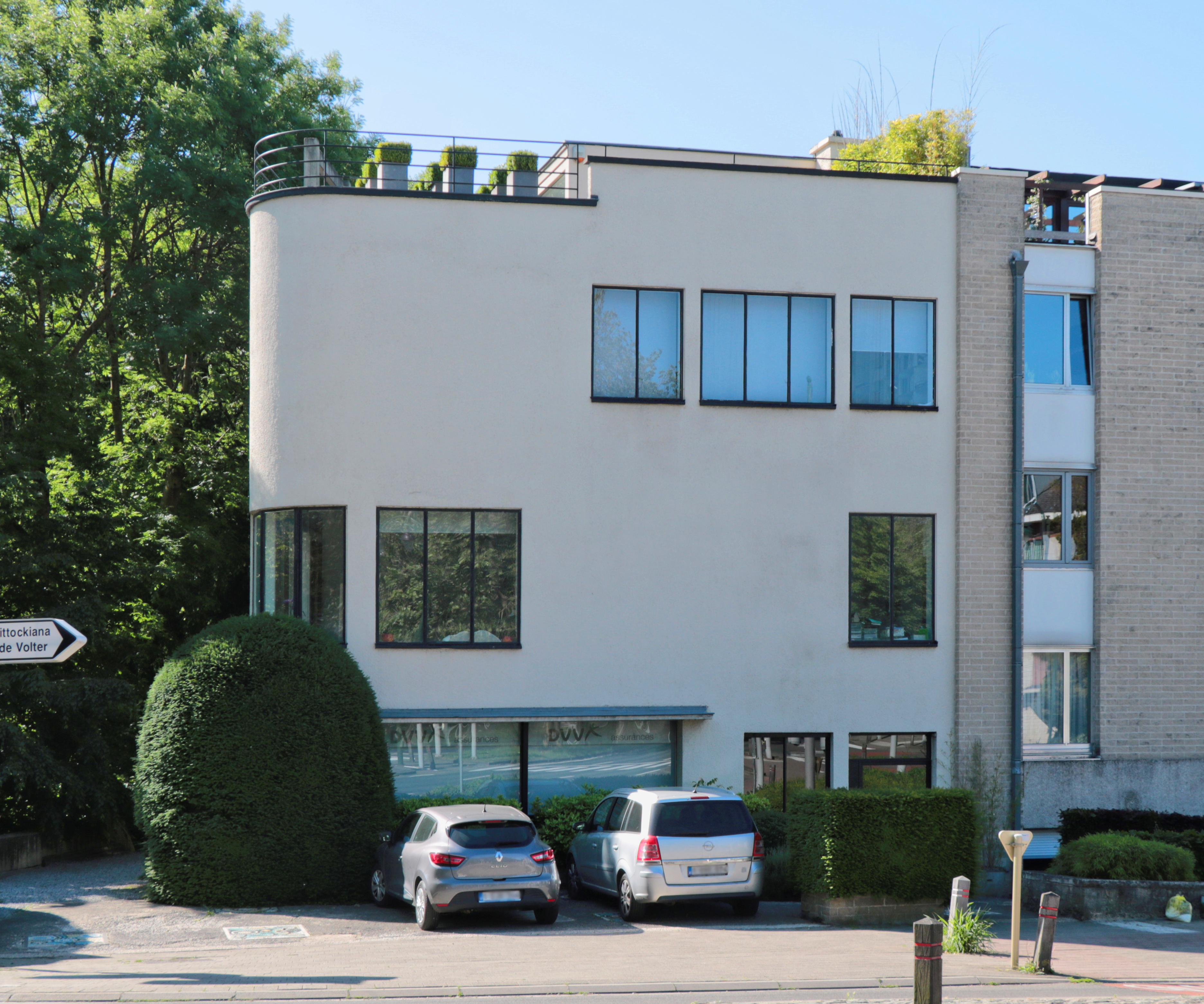
Façade nord-ouest.